# 小行星5709
小行星5709（英語：5709 Tamyeunleung）是一颗围绕太阳公转的小行星。1977年10月12日，紫金山天文台在南京发现了此天体。
这颗小行星的绝对星等为260.5896568020877等。